# مجلس الكنائس المصري
مجلس الكنائس المصري هو منظمة تمثل كنائس مختلفة في مصر، بما في ذلك الكنيسة القبطية الأرثوذكسية، وكذلك الكنائس الكاثوليكية والإنجيلية والأسقفية والأرمن الأرثوذكسية والروم الأرثوذكسية. تم الإعلان عن تشكيل المجلس في يناير 2013. وعُقد أول اجتماع لها في 18 فبراير 2013 في كاتدرائية القديس مرقس القبطية الأرثوذكسية بالقاهرة، وترأسه البابا تواضروس الثاني ملك الإسكندرية. اختار النواب الباب تواضروس الثاني كأول رئيس للمجلس. من المقرر أن يتم التناوب على الرئاسة كل ثلاث سنوات بين قادة الكنيسة المختلفين.

## هدف المجلس
يهدف المجلس إلى توحيد الكنائس المسيحية في مصر، مع الاحتفاظ باستقلال كل منها، لتسهيل الحوار بين المسلمين والمسيحيين، ومناقشة مختلف القضايا الاجتماعية والسياسية من منظور مسيحي، مثل الإجهاض والدستور وقانون الأحوال الشخصية في الذكرى الأولى لتشكيله في فبراير 2014، صرح المجلس أنه ليس لديه أهداف سياسية وأنه لن يدعم أي مرشح في الانتخابات الرئاسية لعام 2014 في البلاد. عندما تم الإعلان عنها، حظيت الفكرة بتأييد واسع النطاق من مختلف المجتمعات المسيحية في مصر، وأشاد بتشكيلها المطران منيب يونان من الكنيسة الإنجيلية اللوثرية في الأردن والأراضي المقدسة.

## روابط خارجية
- الموقع الرسمي (باللغة العربية)
- المسيحية في مصر - الاتحاد بين المسيحيين